# Alexander Schweitzer
Alexander Roger Schweitzer (Landau in der Pfalz, 17 september 1973) is een Duits politicus namens de Sozialdemokratische Partei Deutschlands (SPD). Sinds 2024 is hij minister-president van de Duitse deelstaat Rijnland-Palts.

## Biografie
Alexander Schweitzer werd geboren als zoon van een binnenschipper en bracht zijn vroege jeugdjaren door op vrachtschepen tussen Karlsruhe en Rotterdam. Na het behalen van zijn Abitur in 1993 ging hij rechten studeren aan de Johannes Gutenberg Universiteit in Mainz. Hij studeerde af in 2001. Achtereenvolgens was hij medewerker van een agentuur in Baden-Württemberg, projectleider bij de Steinbeis-stichting in Heidelberg en docent aan de beroepsacademie in Mosbach.

### Politieke loopbaan
Schweitzer sloot zich in 1989 aan bij de sociaaldemocratische SPD. Aanvankelijk was hij voor deze partij vooral actief op lokaal en regionaal niveau. Zo was hij onder meer partijbestuurder in de regio Palts (1995–2013), voorzitter van de plaatselijke SPD-afdeling in Billigheim-Ingenheim (1997–2004) en raadslid van de Verbandsgemeinde Landau-Land (1999–2009). Bovendien had hij van 1999 tot 2024 zitting in de Kreistag van de Landkreis Südliche Weinstraße.
In 2006 werd Schweitzer verkozen als parlementslid in de Landdag van Rijnland-Palts. Drie jaar later kreeg hij een plaats in de deelstaatregering, toen hij door toenmalig minister-president Kurt Beck naar voren werd geschoven als staatssecretaris van Economische Zaken, Transport, Landbouw en Wijnbouw. Tussen 2011 en 2013 was Schweitzer secretaris-generaal van de SPD in Rijnland-Palts.
In januari 2013 trad in Rijnland-Palts een nieuwe regering aan onder leiding van Malu Dreyer. Schweitzer werd hierin benoemd tot minister van Arbeid en Sociale Zaken. In november 2014 trad hij echter voortijdig af om fractieleider van de SPD te worden in de Landdag. Deze functie zou hij tot 2021 bekleden. Na de deelstaatverkiezingen van 2021 werd Schweitzer gevraagd om zijn voormalige ministersfunctie weer op te nemen en keerde hij terug als minister van Arbeid en Sociale Zaken in het kabinet-Dreyer III.
Toen minister-president Dreyer in juni 2024 wegens gezondheidsredenen haar vertrek aankondigde, werd Schweitzer gezien als een geschikte kandidaat om haar op te volgen. Op 10 juli 2024 werd hij door de Landdag gekozen als de nieuwe minister-president van Rijnland-Palts. Zijn kabinet, een verkeerslichtcoalitie bestaande uit SPD, FDP en Bündnis 90/Die Grünen, betreft grotendeels een voortzetting van de voorgaande regering van Dreyer. Schweitzer benoemde Dörte Schall tot zijn opvolger als minister van Arbeid en Sociale Zaken.

### Persoonlijk
De 2,06 meter lange Schweitzer is katholiek; hij is getrouwd en heeft drie kinderen.